# Eustegania
Eustegania là một chi bướm đêm thuộc họ Geometridae.